# Église Saint-Blaise de Benque-Dessus
Pour les articles homonymes, voir Église Saint-Blaise.
L'église Saint-Blaise est une église catholique située à Benque-Dessous-et-Dessus, en France.
Elle fait l'objet d'une protection au titre des monuments historiques.

## Localisation
L'église est située dans le département français de la Haute-Garonne, au nord-est du modeste village de Benque-Dessus. C'est l'une des deux églises de la commune de Benque-Dessous-et-Dessus.

## Historique
L'église remonte au XIVe siècle. Elle a été modifiée au XVIe siècle par l'ajout d'une chapelle, côté nord.
L'édifice est classé au titre des monuments historiques le 10 février 1960.

## Architecture
L'église, entourée d'un petit cimetière, est un rectangle orienté de l'est-sud-est à l'ouest-nord-ouest, prolongé au chevet par une abside semi-circulaire et bordé, côté ouest, par un clocher-mur. Deux appendices de forme presque carrée viennent se greffer au corps principal du bâtiment, une chapelle au nord et la sacristie au sud.
La chapelle, la nef et le chœur présentent de nombreuses fresques du XVIe siècle, dépeignant notamment plusieurs saints, la naissance de Marie, celle de Jésus et six scènes de la Passion du Christ.

## Galerie de photos

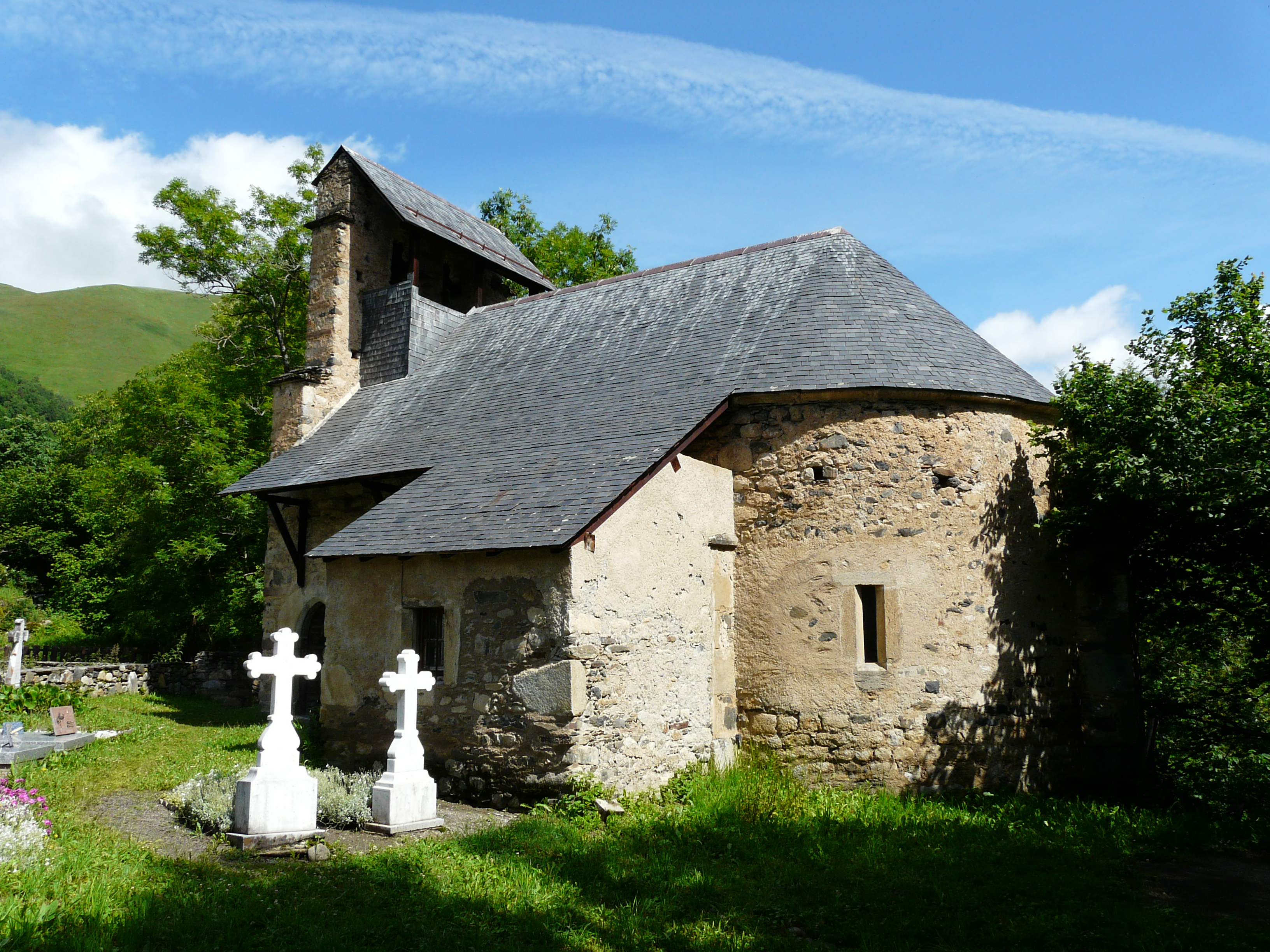
L'abside et la sacristie
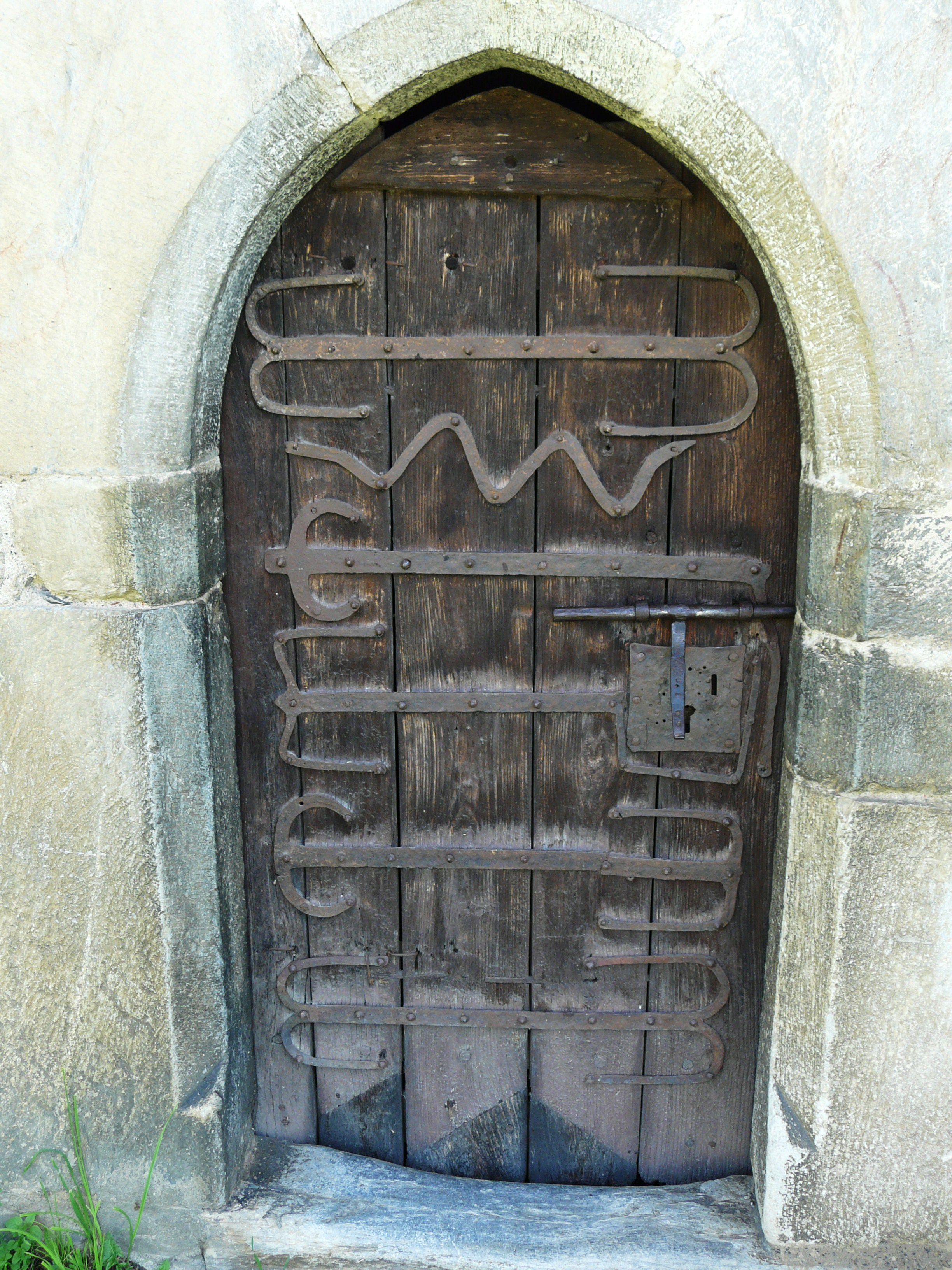
La porte de l'église
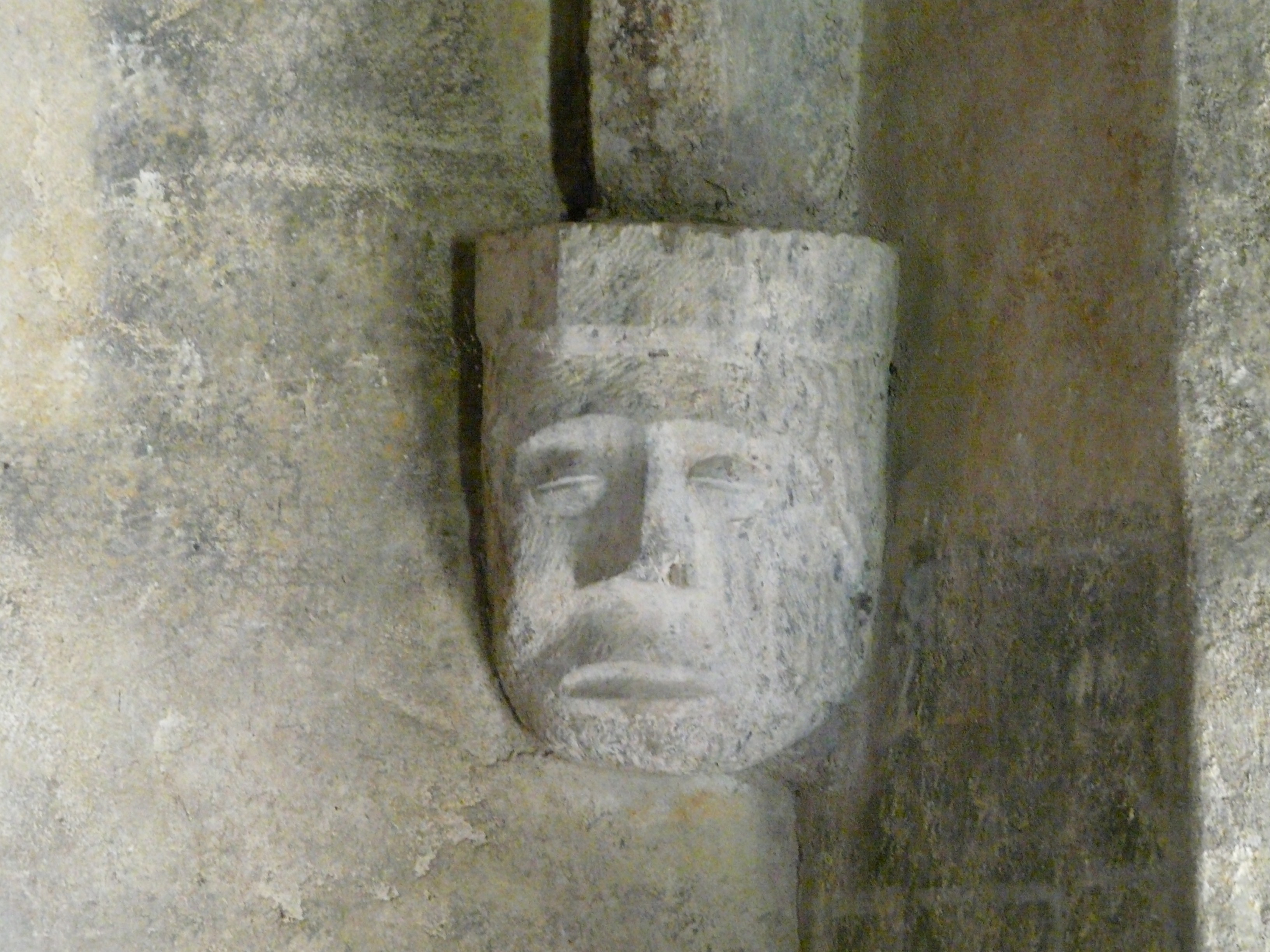
Cul-de-lampe dans la chapelle.
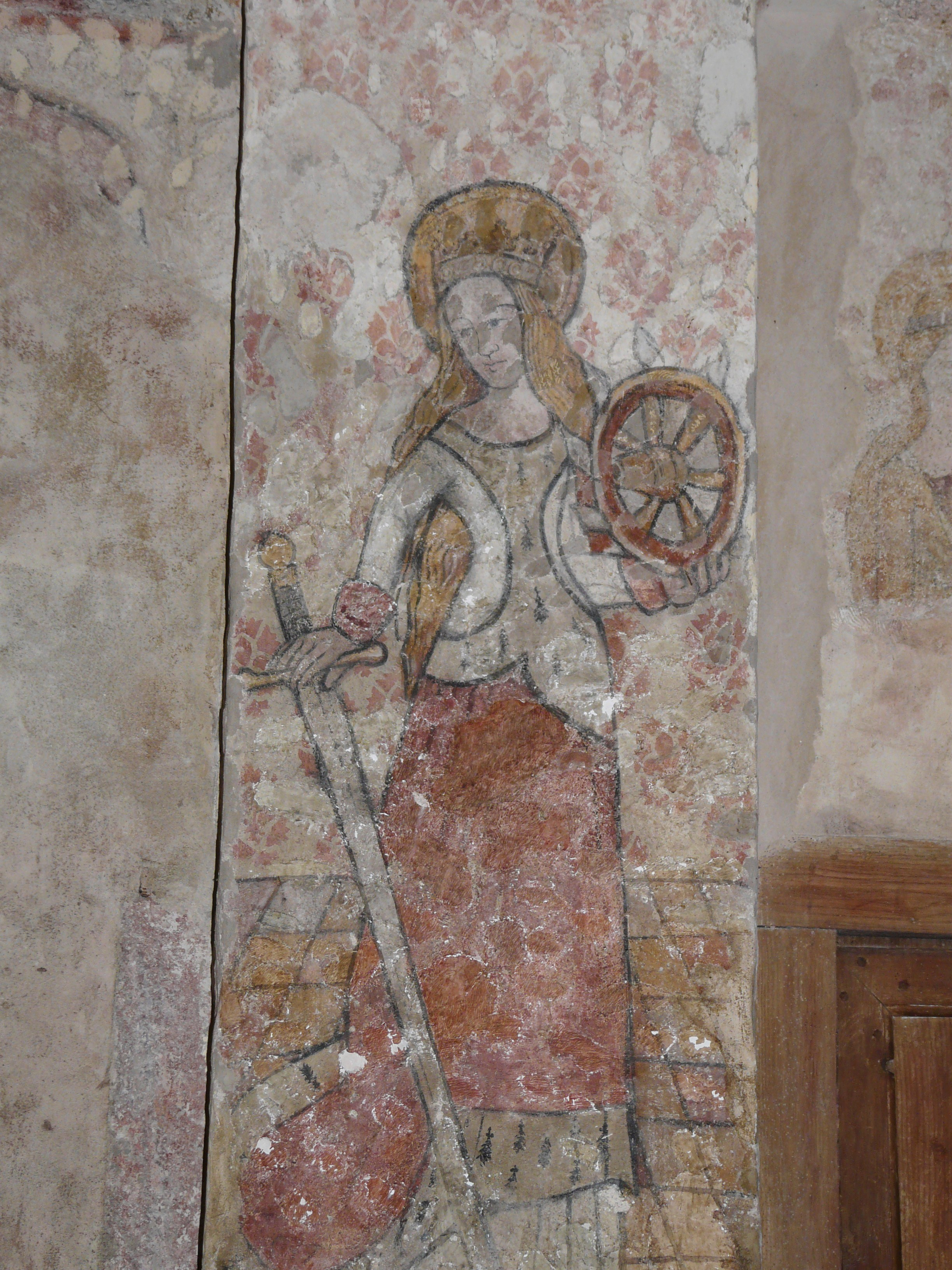
Fresque représentant sainte Catherine.